# Carl Stjernvall

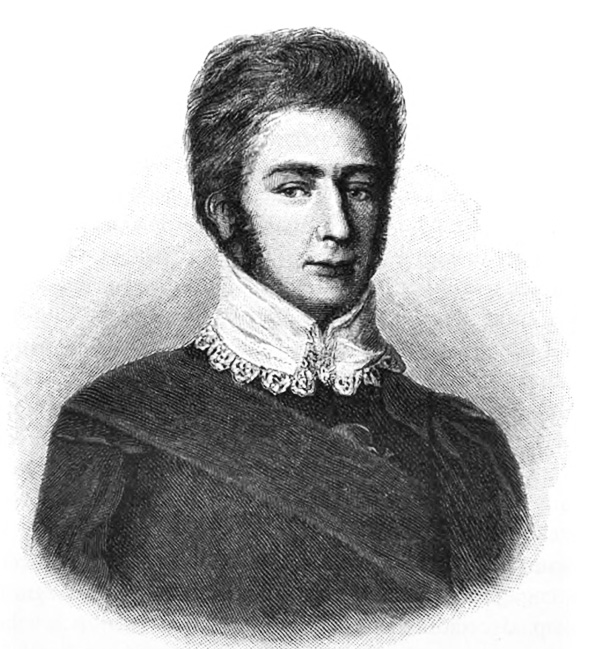
Carl Stjernvall.

Carl Johan Stjernvall, född den 10 september 1764 i Padasjoki, död den 6 februari 1815 i Viborg, var en finländsk militär och ämbetsman. 

## Biografi
Carl Stjernvall var son till översten Eric Johan Stjernvall och Catarina Elisabet Nonneman samt bror till Fredrik Gustaf Stjernvall. Carl Stjernvall var gift med Eva Gustava von Willebrand, vars mor tillhörde ätten von Wright, och far till Emil Stjernvall-Walleen och Aurora Karamzin. Han var morfars morfar till Paul av Jugoslavien. 
Stjernvall blev 1785 löjtnant vid Nylands dragonregemente, var 1787–1789 i fransk krigstjänst, vid regementet Royal suédois, och deltog som kapten i kriget i Finland 1789–1790. Som överstelöjtnant vid Björneborgs regemente (sedan 1807) blev han den 24 februari 1808 tillfångatagen i affären vid Kuusikoski, varmed hans krigarbana avbröts. Han fick 1809 avsked ur svensk tjänst. 
Stjernvall utnämndes 1812 till landshövding i Viborgs län, som kort förut införlivats med storfurstendömet Finland. Stjernvall var ytterst ansvarig för det dryga arbetet med länets omorganisation och omgestaltningen av dess administration till samstämmighet med det övriga Finlands. Han ådagalade därvid betydande ämbetsmannaförmåga. Han var ordförande i organisationskommittén (1812–1813) för Viborgs län och själen i de åtgärder, genom vilka 1812 tre värvade, finska jägarregementen uppställdes för att, i händelse av behov, användas i kriget mot Napoleon I.

## Utmärkelser
- Riddare av Svärdsorden,  1790[2]
- Sankt Annas orden, första klass[2]

[Redigera Wikidata]